# Reggie Torian
Reggie Torian (Estados Unidos, 22 de abril de 1975) es un atleta estadounidense retirado especializado en la prueba de 60 m vallas, en la que consiguió ser subcampeón mundial en pista cubierta en 1999.

## Carrera deportiva
En el Campeonato Mundial de Atletismo en Pista Cubierta de 1999 ganó la medalla de plata en los 60 m vallas, llegando a meta en un tiempo de 7.40 segundos, tras el británico Colin Jackson y por delante del alemán Falk Balzer (bronce con 7.44 segundos).